# Marimbondo-tatu
A cabatatu (Synoeca cyanea) é uma espécie brasileira de vespa, de coloração azul enegrecida com tons metálicos e desenhos avermelhados na cabeça. Seus ninhos, com cerca de 1 m por 40 cm de largura, presos em árvores, parecem com uma carapaça de tatu. Também são conhecidas pelos nomes de irina, marimbondo-tatu, tatu, tatucaba, tatucaua, vespa-guerreira e vespa-tatu.